# Alfa Romeo 140AF
L'Alfa Romeo 140 AF est un trolleybus construit en 20 versions différentes, avec une caisse fixe ou articulée, par le constructeur italien Alfa Romeo de 1949 à 1960.

## Histoire
C'est en 1949 que le constructeur milanais décide de lancer un nouveau modèle de trolleybus, le 140 AF, qui vient remplacer l'ancien 110AF, le premier modèle de la marque à 3 essieux, lancé dix ans plus tôt.
Ce modèle est celui qui, dans la gamme Alfa Romeo a été le plus largement utilisé au niveau national italien et international alors que ce n'est pas le modèle qui a été produit dans le plus grand nombre d'exemplaires. 
En Italie, il a équipé les réseaux de transports urbains des villes comme Milan, Gènes, Côme, Trieste, Ancône, Bologne, Florence, Rome, Naples, Avellino, Salerne, Bari, Palerme et Catane. 
À l'étranger, de nombreuses villes l'ont choisi :
- Athènes - 88 exemplaires avec motorisation Compagnia Generale di Elettricità et carrosserie Casaro,
- Belgrade - 11 ex, motorisation Ansaldo et carrosserie Pistoiesi,
- Johannesbourg - 20 ex à 2 étages, motorisation Ansaldo, carrosserie locale Bus Bodies,
- Most-Litvínov - 1 ex, motorisation Ansaldo,
- Stockholm - 10 ex, motorisation Marelli, carrosserie Stanga

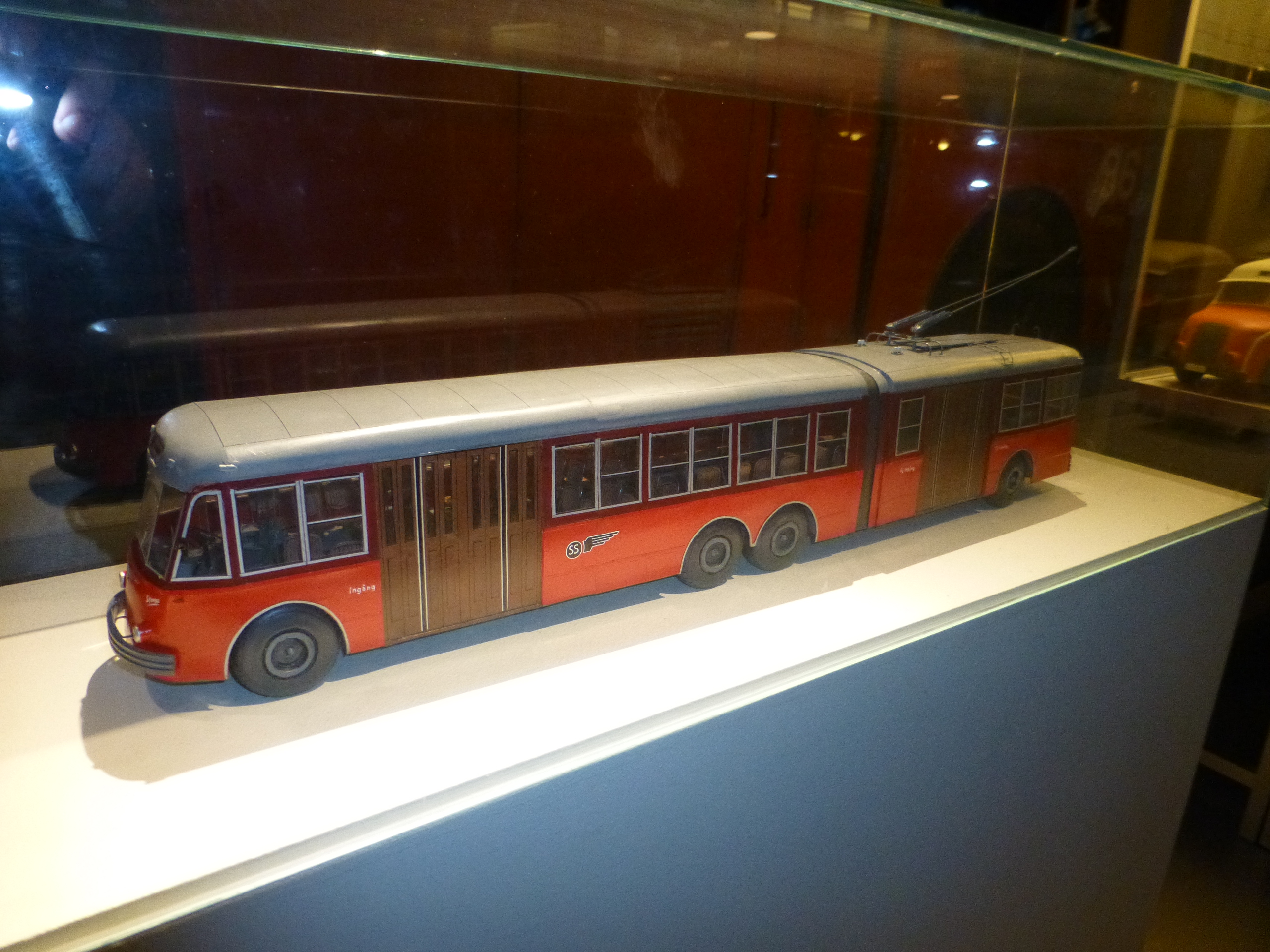
Maquette des trolleybus Alfa Romeo 140 AFS/4 destinés au réseau de Stockholm

Un grand nombre de ces véhicules était toujours en service régulier à la fin des années 1980.
La majorité des modèles produits en Italie et mis en service dans les compagnies municipales de transport ATM ont été vendus à l'étranger après la crise qu'à connu ce système de transport en Italie à la fin des années 1960 et qui a conduit au démantèlement des réseaux aériens d'alimentation électrique, à la radiation de ces véhicules et à leur remplacement par des autobus urbains traditionnels avec motorisation diesel puis au GNV.
Quelques villes italiennes ont conservé des lignes de trolleybus et ont utilisé les Alfa Romeo 140 AF jusqu'en 1983. C'est notamment le cas de Ancône, Bari, Bologne, Cagliari, Chieti, Gênes, La Spezia, Milan, Modène, Naples, Parme, Rimini, Salerne et San Remo. 

## Construction
Comme pour tous les constructeurs à l'époque, les trolleybus sont un assemblage de composants fournis par des spécialistes à un constructeur de châssis, comme Alfa Romeo V.I.. Le moteur électrique pouvait être fourni par la société qui disposait du modèle adéquat en puissance mais surtout compatible avec le système alimentant le réseau de la ville. La carrosserie était commandée par l'utilisateur à une société spécialisée et réalisée en fonction des besoins et utilisations spécifiques de la compagnie municipale de transport (ATM en Italie, entreprise municipale de transport). À l'époque, personne ne parlait de standardisation ni d'uniformisation ou de compatibilité entre les véhicules des différentes marques.
Le trolleybus Alfa Romeo 140 AF était disponible, en Italie, en 2 versions :
- 140 AF - véhicule rigide, d'une longueur de 12,0 mètres comprenant 3 essieux simples, pouvant transporter 105 passagers,
- 140 AFS - véhicule articulé, d'une longueur de 17,80 mètres comportant 4 essieux simples, dont le dernier essieu sur la « remorque » était autodirecteur. Il pouvait transporter 160 passagers.

Une série de 20 unités en version à 2 étages a été spécialement construite en 1957 pour équiper la ville de Johannesbourg, en Afrique du Sud, équipée d'une motorisation Ansaldo.
Une série spéciale de 10 unités a été construite pour la ville de Stockholm avec une motorisation Marelli et une carrosserie Stanga pour circulation à gauche.

## Production

### En Italie
Les modèles immatriculés ayant servi sur les réseaux des villes italiennes sont mentionnés sur le tableau ci-dessous.
| Ligne ou réseau       | Nombre | Construction | Radiation | Carrosserie     | Equipement électrique | Notes |
| --------------------- | ------ | ------------ | --------- | --------------- | --------------------- | --- |
| Ancône-Falconara      | 7      | 1949         | 1972      | SIAI Marchetti  | Ercole Marelli        | |
| Ancône-Falconara      | 1      | 1954         | 1972      | Macchi          | Marelli               | |
| Réseau d'Avellino     | 1      | 1955         | 1973      | Breda           | CGE                   | Exemplaire venant de Salerne, en service depuis 1956                                                                  |
| Réseau d'Avellino     | 1      | 1956         | 1973      | Casaro          | CGE                   | |
| réseau de Bari        | 6      | 1948         | 1968-1969 | Romanazzi       | Marelli               | |
| Trolleybus de Bologne | 8      | 1955         | 1970-1974 | Menarini        | Marelli               | |
| réseau de Catane      | 4      | 1952         | 1966      | Caproni         | CGE                   | |
| Réseau de Côme        | 2      | 1951         | 1978      | SIAI-Marchetti  | Marelli               | |
| Réseau de Côme        | 4      | 1951-1954    | 1978      | Macchi          | Marelli               | |
| Réseau de Florence    | 10     | 1953         | 1971      | Casaro          | CGE                   | 8 exemplaires vendus à Athènes en 1972                                                                                |
| Trolleybus de Gênes   | 15     | 1949-1950    | 1972-1973 | Piaggio         | Ansaldo               | |
| Trolleybus de Gênes   | 15     | 1950-1951    | 1972-1973 | Bagnara         | Ansaldo               | |
| Trolleybus de Milan   | 21     | 1949-1951    | 1968-1978 | SIAI-Marchetti  | Tecnomasio            | |
| Trolleybus de Milan   | 5      | 1949         | 1970      | SIAI-Marchetti  | CGE                   | |
| Trolleybus de Milan   | 10     | 1951         | 1970-1978 | Breda           | Marelli               | |
| Trolleybus de Milan   | 10     | 1951         | 1976-1977 | Breda           | Tecnomasio            | |
| Trolleybus de Milan   | 3      | 1956         | 1978      | Caproni Vizzola | Marelli               | |
| Trolleybus de Milan   | 13     | 1956-1958    | 1979-1982 | Stanga          | Marelli               | Trolleybus articulés                                                                                                  |
| Trolleybus de Milan   | 7      | 1956         | 1980-1981 | Caproni Vizzola | CGE                   | |
| Trolleybus de Milan   | 15     | 1958         | 1979      | Macchi          | Marelli               | |
| Trolleybus de Milan   | 8      | 1958-1959    | 1976-1977 | Caproni Vizzola | Tecnomasio            | |
| Trolleybus de Milan   | 10     | 1960         | 1979      | Caproni Vizzola | CGE                   | |
| Trolleybus de Milan   | 10     | 1960         | 1979      | Caproni Vizzola | Marelli               | |
| Trolleybus de Naples  | 18     | 1950         | 1961      | SIAI-Marchetti  | Ansaldo               | |
| Trolleybus de Naples  | 4      | 1950-1951    | 1961      | SIAI-Marchetti  | Marelli               | |
| Trolleybus de Naples  | 20     | 1951         | 1961      | Pistoiesi       | Ansaldo               | |
| Réseau de Palerme     | 5      | 1947         | 1966      | Piaggio         | Ansaldo               | |
| Réseau de Palerme     | 9      | 1949-1950    | 1966      | Piaggio         | Ansaldo               | Surnommés "Freccia d'Argento" (flèches d'argent) à cause de leur carrosserie en acier inox, vendus en 1967 à Belgrade |
| Trolleybus de Rome    | 28     | 1949-1950    | 1965-1967 | SIAI-Marchetti  | Tecnomasio            | |
| Réseau de Salerne     | 5      | 1955         | 1956-1972 | Pistoiesi       | CGE                   | 1 exemplaire vendu à Avellino en 1956                                                                                 |
| Réseau de Salerne     | 1      | 1951         | 1982      | Stanga          | Tecnomasio            | Exemplaire provenant de Trieste, en service depuis 1973                                                               |
| Réseau de Salerne     | 19     | 1952-1956    | 1973-1986 | CRDA            | Tecnomasio            | Exemplaires provenant de Trieste, en service de 1973 à 1975                                                           |
| Réseau de Trieste     | 7      | 1949         | 1970      | SIAI-Marchetti  | Marelli               | |
| Réseau de Trieste     | 18     | 1951         | 1973-1975 | Stanga          | TIBB                  | 1 exemplaire vendu à Salerne en 1973                                                                                  |
| Réseau de Trieste     | 31     | 1952-1956    | 1973-1975 | CRDA            | Tecnomasio            | 19 exemplaires vendus à Salerne en 1973                                                                               |

## Caractéristiques techniques
Les moteurs électriques sont tous d'origine italienne : Tecnomasio GLM 1303c, Marelli MCT 60B (MCT 64 B 56 pour les modèles articulés), CGE CV 1216 ou CV 1227 A.
La puissance était de 110 kW pour les TIBB et CGE 1227, 100 kW pour les Marelli, 84 kW pour les CGE 1216 et 135 kW pour les modèles articulés. La mise en route était automatique sur tous les modèles et le poste de conduite était normalement à droite, conformément au code de la route Italien en vigueur à l'époque. Certains modèles ont été livrés avec le volant au centre. Les modèles destinés à l'exportation ont été produits avec le volant à gauche ou à droite, selon les pays de destination.